# Dromalia alexandri
Dromalia alexandri is een hydroïdpoliep uit de familie Rhodaliidae. De poliep komt uit het geslacht Dromalia. Dromalia alexandri werd in 1911 voor het eerst wetenschappelijk beschreven door Bigelow. 